# Tom Macdonald
Pour les articles homonymes, voir Macdonald.
Thomas Lachlan Macdonald, né le 14 décembre 1898 à Invercargill et mort le 11 avril 1980 à Wellington, est un homme politique puis diplomate néo-zélandais.

## Biographie

### Origines et guerres mondiales
Fils de fermier, il est l'arrière-petit-fils de Thomas Forsaith (en), colon anglais devenu député du premier parlement de Nouvelle-Zélande et très brièvement chef de l'exécutif colonial en 1854 avant l'introduction d'un gouvernement responsable. Tom Macdonald travaille comme commissaire de bord pour une compagnie de navires à vapeur de la marine marchande. Engagé volontaire dans l'armée en 1918, il prend part à des opérations au Moyen-Orient durant la Première Guerre mondiale. De retour en Nouvelle-Zélande, il s'établit comme fermier ovin dans l'Otago, et est membre de l'équipe de rugby de l'ouest de cette région.
Candidat du Parti national aux élections législatives de 1938, il ravit la circonscription de Mataura au député travailliste malgré la popularité du gouvernement travailliste en place. En 1940 il se porte à nouveau volontaire pour la guerre, et est à nouveau déployé au Moyen-Orient, où il atteint le rang de capitaine dans l'armée de terre. Il est rapatrié en Nouvelle-Zélande en 1943 en raison d'une longue maladie.

### Ministre
En 1949, lorsque le Parti national arrive au pouvoir, il est nommé ministre de la Défense dans le gouvernement de Sidney Holland. En 1954, il est fait par ailleurs ministre des Affaires extérieures et des territoires insulaires (les territoires insulaires de la Nouvelle-Zélande étant alors les Samoa occidentales, les îles Cook, Niué et les îles Tokelau). Il participe en 1954 à la mise en place de l'Organisation du traité de l'Asie du Sud-Est, pacte de défense des Philippines et de la Thaïlande par les États occidentaux anglophones et par la France dans le contexte de la Guerre froide. La Nouvelle-Zélande ouvre alors des représentations diplomatiques permanentes à Singapour et à Bangkok. En 1956, son ministère envoie des soldats néo-zélandais combattre l'insurrection communiste malaise, sous commandement britannique. Confronté toutefois à un Premier ministre qui rechigne à autoriser des dépenses militaires, Tom Macdonald prend sa retraite de la vie politique en 1957.

### Ambassadeur
De 1961 à 1968 il est le haut commissaire (ambassadeur) de Nouvelle-Zélande au Royaume-Uni. Il doit gérer les difficultés qu'entraîne pour la Nouvelle-Zélande le projet d'adhésion du Royaume-Uni à la Communauté économique européenne (CEE), le marché commun européen n'étant pas compatible avec le maintien par le Royaume-Uni d'une politique commerciale de préférence au Commonwealth, favorable aux exportations néo-zélandaises de produits fermiers. En 1961 il est conjointement le premier ambassadeur néo-zélandais auprès de la CEE. Fait chevalier commandeur de l'ordre de Saint-Michel et Saint-Georges en 1963, en 1966 il devient aussi conjointement le premier ambassadeur de Nouvelle-Zélande accrédité à l'Irlande.
De retour en Nouvelle-Zélande, il consacre sa retraite aux passe-temps de la marche, de la photographie et du jardinage. Il meurt à l'âge de 81 ans.